# Luigi Cremona
Antonio Luigi Gaudenzio Giuseppe Cremona (ur. 7 grudnia 1830 w Pawii; zm. 10 czerwca 1903 w Rzymie) – włoski matematyk i polityk; zajmował się geometrią.

## Życiorys

### Młodość
Luigi Cremona urodził się 7 grudnia 1830 w Pawii, w Lombardii. W młodości uczęszczał do gimnazjum w Pawii. Gdy miał 11 lat zmarł jego ojciec, co stanęło mu na przeszkodzie do zdobycia odpowiedniego wykształcenia. Dzięki pomocy ojczyma udało mu się jednak ukończyć szkołę i rozpocząć studia na Uniwersytecie w Pawii. W 1848 r. zaangażował się w działania rewolucyjne w ramach Wiosny Ludów. Do 1849 r. awansował do stopnia sierżanta i wziął udział w obronie Wenecji przed siłami austriackimi. Dzięki bohaterskiej postawie, po zdobyciu miasta umożliwiono mu powrót do Pawii wraz z innymi obrońcami.
W międzyczasie zmarła matka Cremony. Dzięki ponownemu wsparcia rodziny 27 listopada 1849 r. ponownie rozpoczął naukę na uniwersytecie w Pawii. Wśród jego nauczycieli znaleźli się słynni włoscy matematycy: Antonio Maria Bordoni, Felice Casorati oraz Francesco Brioschi. 9 maja 1853 r. otrzymał tytuł doktora inżynierii lądowej. Niebawem zaangażował się w badania matematyczne. W marcu 1855 r. ukazał się jego pierwszy referat, co pomogło mu w uzyskaniu pozwolenia na tymczasowe nauczanie fizyki w gimnazjum w Pawii. 17 stycznia 1857 r. stał się pełnoprawnym nauczycielem. Pozostał na tym stanowisku przez kolejne trzy lata, podczas których wydał wiele artykułów o tematyce matematycznej. Większość z nich nie miała jednak dużego znaczenia dla rozwoju nauki.

### Kariera zawodowa
28 listopada 1859 Cremona został powołany na stanowisko nauczyciela w Liceum św. Aleksandra w Mediolanie. W czerwcu 1960 został na mocy królewskiego dekretu profesorem zwykłym na Uniwersytecie w Bolonii. W Bolonii pozostał to 1867 r. W tym czasie opublikował 45 artykułów. Szesnaście z nich stanowi odpowiedzi na pytania zawarte w Nouvelles Annales. Dzięki pracom w zakresie geometrii euklidesowej w 1866 otrzymał Nagrodę Steinera.
W 1867 Cremona został wykładowcą na Uniwersytecie Politechnicznym w Mediolanie. W 1872 r. otrzymał tytuł profesora, w tym samym też roku opublikował pracę przedstawiającą graficzną metodę wyznaczania sił w elementach kratownic, od jego nazwiska nazywaną Metodą Cremony.
W 1873 matematykowi zaproponowano urząd sekretarza generalnego włoskiego rządu, co miało być nagrodą za jego patriotyzm. Ze względu na prowadzone wówczas badania, Cremona jednak odmówił. Zamiast tego 9 października 1873 na mocy królewskiego dekretu udał się do Rzymu, gdzie objął stanowisko dyrektora nowo utworzonej Politechnicznej Szkoły Ekonomii. Szybko zorientował się, że nowe obowiązki również stoją na przeszkodzie w dalszym rozwoju matematycznych badań.
W 1877 rozpoczął pracę na Uniwersytecie Rzymskim. Niebawem porzucił jednak badania w zakresie matematyki i rozpoczął karierę polityczną W marcu 1879 został powołany na senatora. Później był Ministrem Edukacji Publicznej, a następnie wiceprezydentem Senatu. W 1902 odznaczony został Pour le Mérite za Naukę i Sztukę. Zmarł 10 czerwca 1903 w Rzymie.